# Cernage
Le cernage consiste à creuser une tranchée autour des racines d'un arbre afin de préparer son prélèvement ou, pour les arbres fruitiers, le pousser à fructifier.
Le cernage peut se faire sur une ou deux saisons. On pourra, par exemple, faire une première tranchée Est-ouest la première année puis Nord-Sud la deuxième année puis prélever l'arbre au début du printemps de la troisième année.
Le cernage permet de couper les grosses racines à la distance souhaitée pour le prélèvement mais en permettant aux radicelles de se multiplier au sein de la motte et sur le site d’origine pendant l’année de préparation. Le traumatisme du prélèvement est donc étalé sur 2 ans. On assure ainsi une meilleure reprise au yamadori.
Le cernage est surtout utilisé sur des espèces d'arbre ayant du mal à supporter les prélèvements (Juniperus, chênes, etc.).
Le terme japonais pour le cernage est Nemawashi. Il est aussi utilisé dans le monde de l'entreprise pour évoquer la préparation de grosses mutations au sein d'une société.